# Полтис
Полтис (др.-греч. Πόλτυς) — персонаж древнегреческой мифологии. Сын Посейдона. Царь Энеса во Фракии. Радушно принял Геракла. Фракийский царь, к нему во время Троянской войны пришли посольства как от ахейцев, так и от троянцев с просьбой о помощи, он предложил Парису отдать Елену мужу и получить взамен от него двух красавиц. Но его предложение не было принято.